# Commercial mortgage-backed security
Un commercial mortgage-backed security (CMBS) est une titrisation de crédits hypothécaires commerciaux couramment émis sur les marchés des capitaux aux États-Unis. Il s'agit d'un mortgage-backed security (MBS) adossé à des actifs commerciaux plutôt que des biens immobiliers (par exemple, immeuble). Les émissions de CMBS sont généralement structurées en tranches multiples, de façon semblable aux CMO.
Plusieurs CMBS d'origine américaine comportent moins de risque de paiement anticipé que les autres types de MBS, grâce à la structure des hypothèques commerciales. Ces hypothèques sont souvent assorties de clauses punitives : clauses de défaisance, obligation de maintenir le taux de rendement et pénalités sur paiements anticipés.
Les CMBS émis en Europe ont généralement moins de protection contre les paiements anticipés. L'intérêt sur les titres est habituellement flottant, tributaire, par exemple du LIBOR ou du EURIBOR plus une prime.